# Jo Goetzee
Johannes Elias (Jo) Goetzee (Delfshaven, 8 maart 1884 – Rotterdam, 26 augustus 1935) was een Nederlandse atleet, die zich had toegelegd op het snelwandelen. Goetzee nam deel aan de Olympische Spelen van 1908 in Londen.

## Loopbaan
Jo Goetzee, die zoals zoveel beoefenaren van de snelwandelsport in die tijd lid was van de Rotterdamse atletiekvereniging Pro Patria, was een van de vijf Nederlanders van de in totaal 21 man tellende afvaardiging, die aan het snelwandelen deelnamen. Goetzee, doodkistenmaker van beroep, was ingeschreven voor de 10 mijl en de 3500 m. Op het eerste onderdeel moest hij in zijn serie de strijd voortijdig opgeven, op het tweede onderdeel eindigde hij met een tijd van 17.37,8 als laatste in zijn serie. De resultaten van alle 21 Nederlandse deelnemers waren trouwens bedroevend. En dat terwijl men toch met hooggespannen verwachtingen naar Londen was afgereisd. Daar bleek echter dat Nederland ver achter lag bij de ontwikkelingen in Engeland, Verenigde Staten, Canada, Zweden en Zuid-Afrika.
De vaderlandse pers was genadeloos in zijn kritiek over het debacle in Londen. Markant was in dit verband de opmerking dat de letters NAU, die de atleten op hun borst droegen (de Atletiekunie had het predicaat Koninklijk toen nog niet verworven), stonden voor 'NA U' vanwege de vele malen dat zij hun tegenstanders moesten laten voorgaan.
Jo Goetzee veroverde het jaar na de Spelen van Londen twee nationale titels op tegenwoordig niet meer gangbare snelwandelnummers: hij werd kampioen op de 1 Eng. mijl en de 3500 m.